# Simcity (2013)
Simcity er et by-bygning/byplanlægnings simulation computerspil udviklet af Maxis, et underfirma til Electronic Arts. Det er Maxis' femte spil i Simcity serien. Spillet blev udgivet i 2013. 
Den prisvindende filmskaber Davis Guggenheim, der står bag En ubekvem sandhed, var en del af spillets udvikling. 

## Annonceringen
Inden spillets annoncering, offentliggjorde det tyske magazin GameStar lækkede artwork billeder. Kort tid efter, var en før-visualiseret trailer udgivet. Spillets blev officielt annonceret 6. marts 2012 ved GDC.

## Online spil
Det nye Simcity vil være det første spil i serien med multiplayer, forskellige spillere kan bygge forskellige byer i en region. I single-player vil specifikke resursers priser blive hentet online.

## Resurser
Spillet vil benytte resurser der er begrænsede.

## Modifikationer
Maxis har udtalt at spillet tillader modifikationer.